# Rhytimorpha
Rhytimorpha är ett släkte av steklar. Rhytimorpha ingår i familjen bracksteklar.
Kladogram enligt Catalogue of Life:
| Rhytimorpha | \| \| Rhytimorpha coccinea \| \| \| \| \| \| Rhytimorpha nigriceps \| \| \| \| |
|             | \| \| Rhytimorpha coccinea \| \| \| \| \| \| Rhytimorpha nigriceps \| \| \| \| |
|             | Rhytimorpha coccinea                                                           |
|             |                                                                                |
|             | Rhytimorpha nigriceps                                                          |
|             |                                                                                |